# Propergol sur le Capitole
Propergol sur le Capitole est la septième histoire de la série Léo Loden par Christophe Arleston et Serge Carrère. Elle est publiée pour la première fois en 1995 aux éditions Soleil avant d'être rééditée en 1999.

## Synopsis
Le détective privé Léo Loden est amené à enquêter à Toulouse pour un père inquiet qui veut faire cesser la liaison de sa fille avec un dealer notoire. Mais très vite, l'enquête va plus loin que de faire tomber un simple dealer. Le lancement des fusées Ariane va d'échecs en échecs en ce moment. Elles sont justement conçues au CNES de Toulouse, et justement, la sœur du dealer y travaille. Léo et son tonton se lancent donc sur une grosse affaire, aidés en cela par un chauffeur de taxi très débrouillard.

## Lieux et monuments dessinés
Pour la deuxième fois dans la série, après l'album Kabbale dans les traboules, l'histoire ne se déroule pas à Marseille mais à Toulouse.